# Trois-Fontaines-l'Abbaye
Trois-Fontaines-l'Abbaye è un comune francese di 231 abitanti situato nel dipartimento della Marna nella regione del Grand Est.
Prende il nome dell'antica abbazia intorno alla quale nacque: l'abbazia delle Tre Fontane.

## Società

### Evoluzione demografica
Abitanti censiti